# Herczeg András
Herczeg András (Gyöngyös, 1956. július 11. –) magyar labdarúgó, edző. Legnagyobb sikere a Debreceni VSC kijuttatása a 2009–2010-es UEFA-bajnokok ligája főtáblájára.

## Játékos-pályafutása
Gyerekkorában a Debreceni Sportiskola játékosa volt, majd 1974-ben a Debreceni VSC szerződtette, később a DVSC egyik meghatározó játékosává vált. Az 1970-es évek végén több élvonalbeli csapat szerette volna szerződtetni Herczeget, de maradt Debrecenben. 1979-ben egy súlyos sérülés miatt csak alsóbb osztályú csapatoknál szerepelt. 1979 és 1981 között (sorkatonai szolgálata alatt) a mezőtúri Honvéd Szabó Lajos SE, majd rövid ideig a Hajdúböszörmény, később 1984-ig a Hajdúszoboszlói Bocskai játékosa volt. Pályafutását Karcagon (1984-1986), illetve Hajdúszoboszlón (1986-1988) fejezte be. Legnagyobb sikere az NB II megnyerése volt a DVSC-vel.

## Edzői pályafutása
1988-ban kezdett el edzősködni a Debreceni Sportiskolában, a megszerzett képesítése után a fiatalokkal foglalkozott. Garamvölgyi Lajos 1994-ben pályaedzőjének hívta, de a fiatalokkal továbbra is együtt dolgozott. 1996-ban megválasztották az év utánpótlásedzőjévé. Dunai Antalt váltva ő lett a Debrecen vezetőedzője 1997 tavaszán. Kezdetben jól szerepelt a csapat, tíz mérkőzésből ötöt megnyert, háromszor döntetlent játszott, és két vereséget szenvedett. Az 1997-es Intertotó Kupán először a fehérorosz bajnok Dynepr Mogiljevjev ellen kettős győzelemmel jutottak tovább, a következő fordulóban a cseh Hradec Králové, majd a német Hansa Rostock csapata ellen a Debrecenben elért 1-1-es döntetlen után Németországban 2-1-es eredménnyel győzött a Debrecen. A lengyel Ruch Chorzów ellen nem sikerült a továbbjutás az UEFA-kupába DVSC-nek. Később gyengült a Debrecen teljesítménye, részben a klubnál felmerült anyagi gondok miatt is. Herczeg András 1998. október 25-én lemondott, és visszatért az klub utánpótlásába.
2001-ben a DVSC fiókcsapata, a Létavértes vezetőedzője lett. Három évre rá a Debrecen új vezetőedzője, Supka Attila felkérte pályaedzőnek. 2005-ben a klub történetében először bajnoki címet szerzett, az eredményt a következő két évben sikerült megismételni. Pozícióját Miroslav Beránek vezetőedzősége idején is megtartotta. Miután Beránek 2007 decemberében bejelentette, nem hosszabbítja meg lejáró szerződését, ismét Herczeg Andrást nevezték ki vezetőedzővé. Irányításával két bajnoki címet, két Magyar Kupát, két Szuperkupát és egy Ligakupát nyertek, amely emellett 2009-ben bejutott a Bajnokok Ligája, egy évvel később az Európa-liga csoportkörébe. 2010 novemberében a Debreceni Labdarúgó Akadémia ügyvezetője lett, decemberben pedig 147. alkalommal ült a DVSC kispadján, megelőzve ezzel a vonatkozó örökranglista élén Garamvölgyi Lajost.
Herczeg András három év után bejelentette, hogy a profi labdarúgástól egy időre visszavonul. A klub labdarúgó akadémiájának, valamint a DVSC Utánpótlás Nevelő Kft. ügyvezetőjévé nevezték ki. Kondás Elemér 2016-os lemondása után két mérkőzésen megbízott vezetőedzőként dolgozott a felnőtt csapatnál. Az idény utolsó fordulójában, Leonel Pontes menesztését követően ismét ő ült le a debreceni kispadra.
2017. június 8-án a Debrecen hivatalos honlapján jelentette be, hogy a 2017–2018-as szezonban is Herceg András irányítja a csapatot. Az előző szezonban a kiesés elől menekülő csapatot a középmezőnybe vezette, majd a 2018-2019-es szezonban bajnoki 3. helyezést ért el a csapattal, amely így újra indulhatott a nemzetközi kupaporondon, az Európa-ligában. A Magyar Labdarúgó Szövetség az év edzőjének választotta. A 2019–2020-as idény előtt szerződését újra meghosszabbította a klub vezetősége.
2019 augusztusában Magyar Arany Érdemkeresztet vehetett át Rétvári Bence államtitkártól. 2019. december 27-én lemondott posztjáról és a Debreceni Labdarúgó Akadémián folytatta munkásságát.

## Sikerei edzőként
- az „Év utánpótlás-edzője” (1995), bronzérem a DVSC-vel pályaedzőként (2005), aranyérem az U17-es korosztállyal (1995), három bajnoki cím és három Szuperkupa-győzelem a DVSC-vel pályaedzőként (2005, 2006, 2007).
- A DVSC klubmenedzsereként (vezetőedzőjeként): bajnoki cím (2009, 2010), Magyar Kupa-győzelem (2008, 2010), Szuperkupa-győzelem (2009, 2010), bajnoki ezüst (2008), Ligakupa-győzelem (2010), Ligakupa-ezüst (2009), Bajnokok Ligája csoportkörbe jutás (2009), Európa-liga csoportkörbe jutás (2010)
- Zilahi-díj (2013)[11]
- Az év edzője (2019)
- Magyar Arany Érdemkereszt (2019)
- Mesteredző (2020)[12]

Edzői statisztika
| Csapat                   | –tól               | –ig                | Statisztika | Statisztika | Statisztika | Statisztika | Statisztika | Statisztika | Statisztika | Statisztika |
| Csapat                   | –tól               | –ig                | M           | GY          | D           | V           | RG          | KG          | GK          | GY %        |
| ------------------------ | ------------------ | ------------------ | ----------- | ----------- | ----------- | ----------- | ----------- | ----------- | ----------- | ----------- |
| Debreceni VSC            | 1997. április 12.  | 1998. október 25.  | 64          | 24          | 15          | 25          | 94          | 93          | +1          | 37,5%       |
| Debreceni VSC            | 2007. december 15. | 2010. december 31. | 130         | 75          | 17          | 38          | 251         | 176         | +75         | 57,7%       |
| Debreceni VSC (id. edző) | 2016. július 26.   | 2016. augusztus 8. | 2           | 2           | 0           | 0           | 5           | 0           | +5          | 100%        |
| Debreceni VSC            | 2017. május 22.    |                    | 13          | 7           | 2           | 4           | 30          | 12          | +18         | 53,8%       |
| Összesítve               | Összesítve         | Összesítve         | 209         | 108         | 34          | 67          | 380         | 281         | +99         | 51,6%       |

Minden tétmérkőzést számítva.
Utolsó elszámolt mérkőzés dátuma: 2017. szeptember 23.